# أمير عمراني
أمير عمراني (8 فبراير 1989 قفصة تونس - ) هو لاعب كرة قدم تونسي يلعب كمهاجم.

## روابط خارجية
- أمير عمراني على موقع قاعدة بيانات كرة القدم.إي يو (الإنجليزية)
- أمير عمراني على موقع Soccerway.com (الإنجليزية)